# Establo Arashio

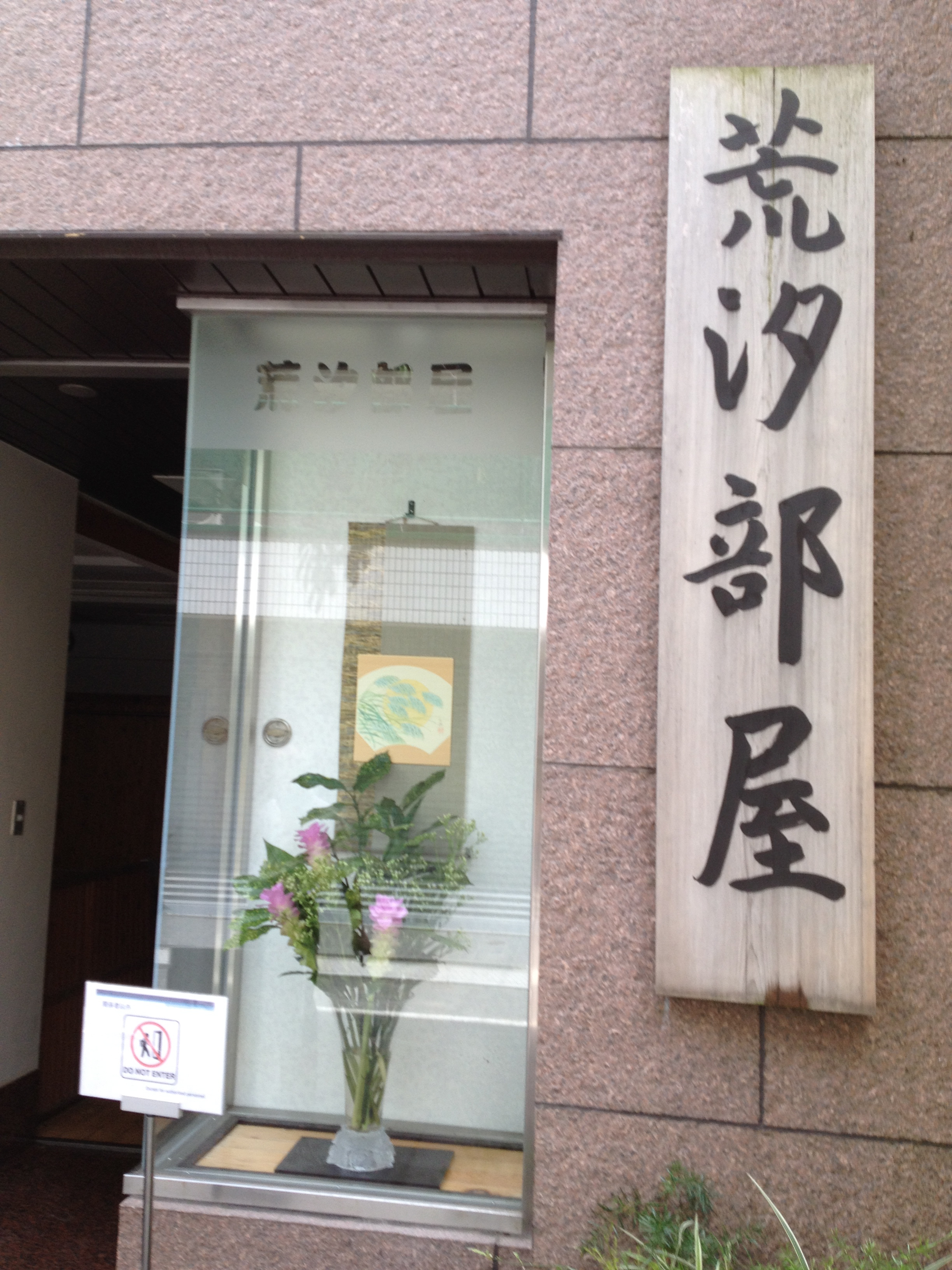
Placa de madera con el nombre de Establo Arashio

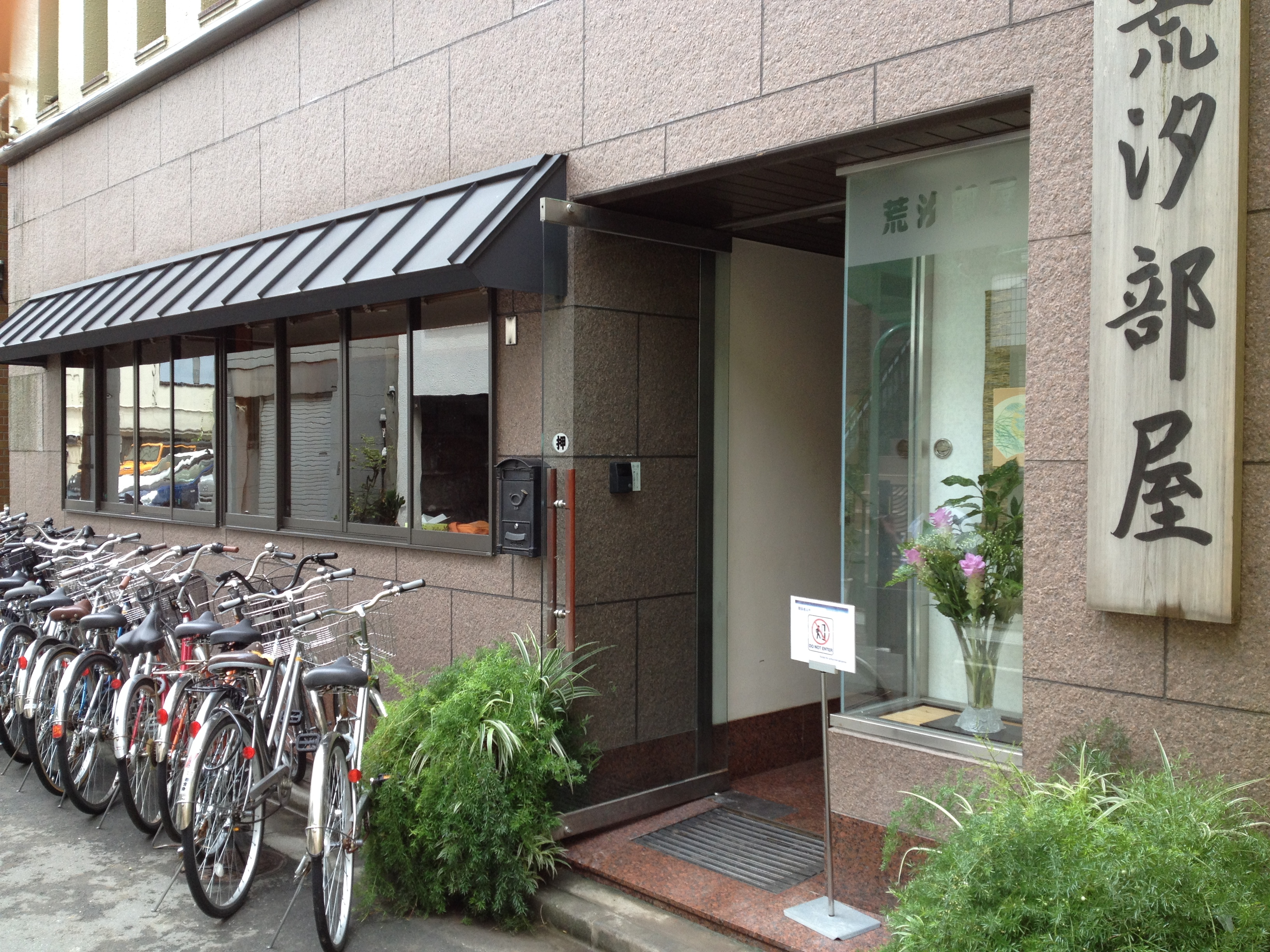
Entrada principal del Establo Arashio

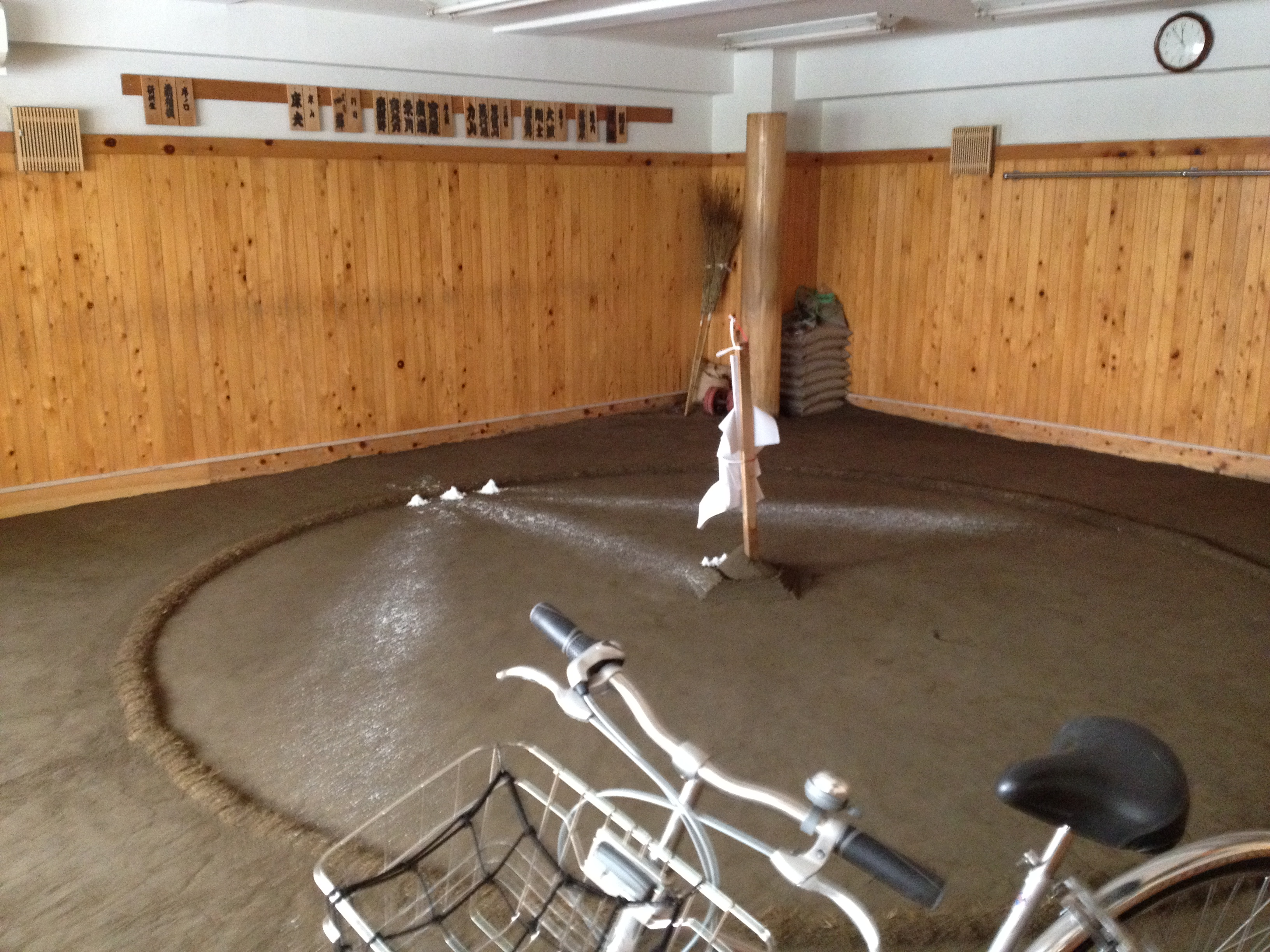
Ring de entrenamiento (dohyō) del Heya Arashio

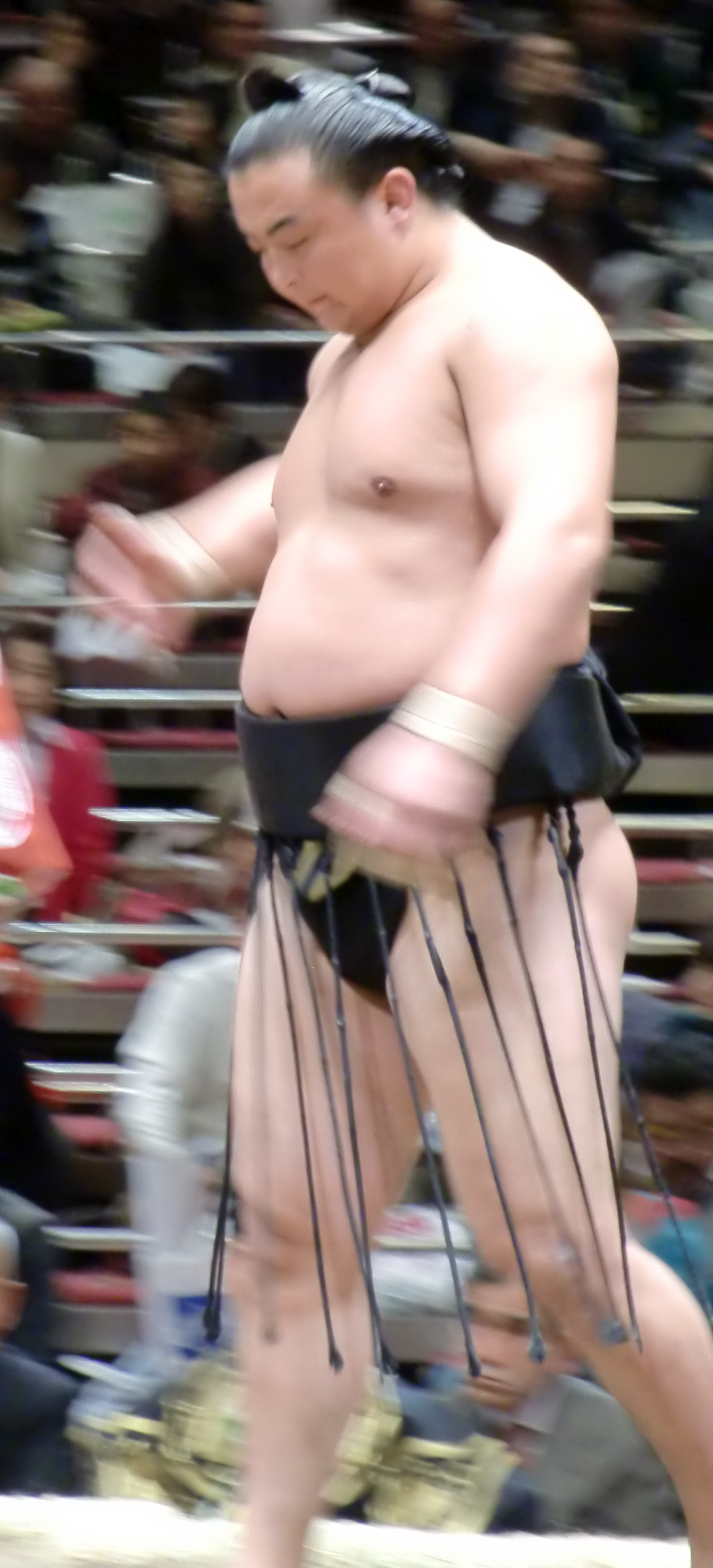
El primer sekitori del establo, Sōkokurai

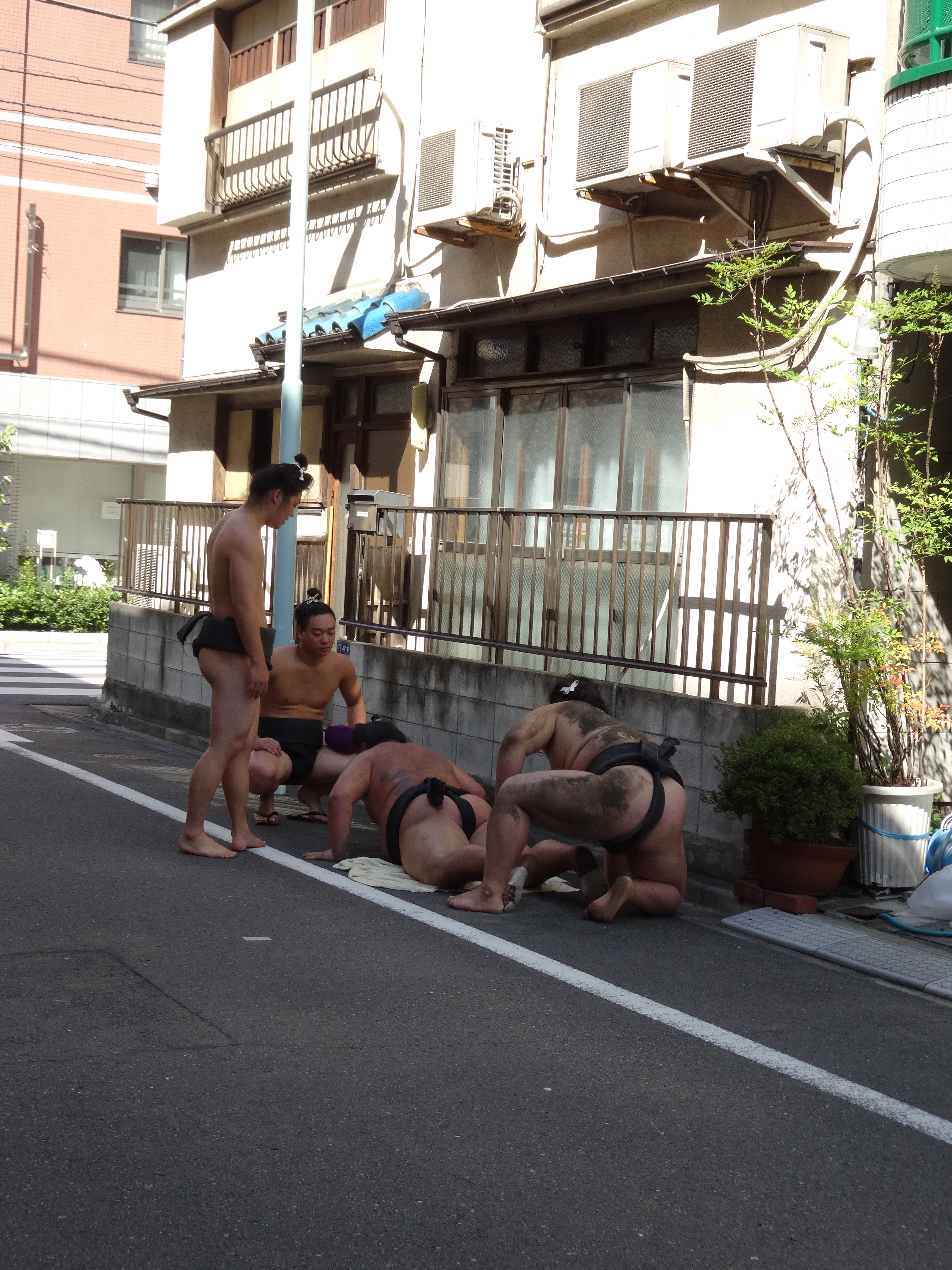
Luchadores del Heya Arashio entrenando en la calle en 2014

El Establo Arashio (荒汐部屋, Arashio-beya) es un establo de entrenamiento de sumo profesional. El recinto forma parte del ichimon Tokitsukaze. Fue fundado en junio de 2002 por el ex komusubi Ōyutaka tras independizarse del establo Tokitsukaze. A finales de 2009, el establo produjo su primer sekitori, el luchador nacido en China (étnicamente mongol) Sōkokurai, el cual se reincorporó a su carrera activa en 2013 después de haber estado ausente durante dos años por acusaciones de arreglos de combates las cuales fueron nulificadas en la corte. El establo es también hogar del luchador japonés-filipino Kōtokuzan. Para enero de 2023, el establo posee un total de 14 luchadores. El segundo sekitori del establo, Wakatakakage, alcanzó la división jūryō en mayo de 2018, y luego la división makuuchi por primera vez en noviembre de 2019. En el honbasho de julio de 2021, este se convirtió en el primer luchador del establo en alcanzar el rango de komusubi. En el honbasho de enero de 2022, Wakatakakage se convirtió en el primer luchador del establo en alcanzar el rango de sekiwake. En marzo de 2022, Wakatakakage obtuvo su primera victoria de campeonato (yūshō).
Además de sus residentes humanos, el Heya Arashio es también hogar de los gatos Moru y Mugi, rescatados de las calles y adoptados por el establo. Mugi falleció en 2019.
En marzo de 2020, Sōkokurai se convirtió en el nuevo maestro (oyakata) del Heya Arashio tras el retiro de su antiguo maestro al haber alcanzado la edad de retiro obligatoria a los 65 años.
El establo es popular entre los aficionados del sumo, siendo visitado regularmente. Los visitantes pueden tomarse fotos con los luchadores y además pueden observar el entrenamiento desde un gran ventanal en la parte exterior de la instalación.
En abril de 2024, el establo absorbió a dos luchadores y al maestro Urakaze, los cuales fueron transferidos del difunto establo Michinoku.

## Dueños
- 2020–presente: El noveno (9°) Arashio Eikichi (shunin, ex maegashira Sōkokurai)
- 2002–2020: El octavo (8°) Arashio Shūji (ex komusubi Ōyutaka)

## Luchadores activos destacados
- Wakatakakage (mejor rango: sekiwake)
- Wakamotoharu (mejor rango: sekiwake)
- Kōtokuzan (mejor rango: maegashira)
- Daiseizan [ja] (mejor rango: jūryō)

## Exluchadores destacados
- Sōkokurai (ex maegashira)

## Entrenadores
- Urakaze Tomimichi (iin, ex maegashira Shikishima)

## Gyōji
- Shikimori Kazuki (makushita gyōji, de nombre real: Kazuki Sasai)

## Tokoyama
- Tokojin (tokoyama de primera clase)
- Tokomitsu (tokoyama de cuarta clase)

## Ubicación y acceso
Nihonbashi Hamacho 2-47-2, barrio especial de Chūō, Tokio. A 3 minutos caminando desde la Estacion Hamachō (Línea Toei Shinjuku).